# Phytoseius jujuba
Phytoseius jujuba är en spindeldjursart som beskrevs av Gupta 1977. Phytoseius jujuba ingår i släktet Phytoseius och familjen Phytoseiidae. Inga underarter finns listade i Catalogue of Life.